# Миленбекер Ланд
Миленбекер Ланд (њем. Mühlenbecker Land) општина је у њемачкој савезној држави Бранденбург. Једно је од 19 општинских средишта округа Оберхафел. Према процјени из 2010. у општини је живјело 13.780 становника. Посједује регионалну шифру (AGS) 12065225.

## Географски и демографски подаци
Миленбекер Ланд се налази у савезној држави Бранденбург у округу Оберхафел. Општина се налази на надморској висини од 50 метара. Површина општине износи 52,3 km². У самом мјесту је, према процјени из 2010. године, живјело 13.780 становника. Просјечна густина становништва износи 263 становника/km².